# Basses del turó d'en Bolous
Les Basses del turó d'en Bolous és una zona humida formada per un conjunt de basses artificials situades en un turó basàltic, formades com a resultat de la regeneració natural d'unes antigues pedreres.
Les basses solen conservar aigua gran part de l'any i tenen característiques força diverses. La més gran presenta alguns arbres de ribera (salze blanc -Salix alba-, gatell -Salix cinerea ssp.oleifolia-) i diversos tipus de prats humits i jonqueres. Les altres, de molt menors dimensions, tenen només un cinyell prim i discontinu de joncs i presenten variacions importants del nivell d'aigua. Es formen també alguns petits entollaments temporals.
L'interès natural d'aquestes basses es troba sobretot en la seva fauna associada, especialment d'amfibis. Hi han estat citades espècies com salamandra (Salamandra salamandra), tritó palmat (Lissotriton helveticus), tritó verd (Triturus marmoratus), reineta (Hyla meridionalis), gripau corredor (Epidalea calamita), granota pintada (Discoglossus pictus), granoteta de punts (Pelodytes punctatus) i tòtil (Alytes obstetricans).
Pel que fa a la vegetació, s'hi troben sobretot suredes amb sotabosc de brolla acidòfila (hàbitat d'interès comunitari 9330 Suredes) i rouredes amb alzines, de terra baixa.
En la zona es troben restes de les instal·lacions de l'antiga activitat extractiva, que caldria retirar. S'observen també algunes deixalles (plàstics, cartutxos, etc.).